# Xã Minden, Quận Pottawattamie, Iowa
Xã Minden (tiếng Anh: Minden Township) là một xã thuộc quận Pottawattamie, tiểu bang Iowa, Hoa Kỳ. Năm 2010, dân số của xã này là 1.041 người.